# ステファン・バークレー
ステファン・ポール・バークレー（英: Stephen Paul Barclay、1972年5月3日 - ）は、イギリスの政治家。下院議員（北東ケンブリッジシャー選挙区選出）。保守党所属。
大蔵卿委員や経済担当副大臣を務めた後、2018年1月の内閣改造で保健・社会福祉相に就任した。同年11月に欧州連合離脱大臣のドミニク・ラーブが辞任すると、その後任に任命され、在任中にEU離脱を迎え同ポストは廃止された。その後はランカスター公領大臣、首相官邸首席補佐官を務めた。

## 来歴
ランカシャーで生まれ育った。父は労働組合やIT企業でフルタイムで勤務し、母もフルタイムの公務員であった。スティーブンは3人兄弟の末っ子であるが、3人ともラグビーに取り組んだ。
リザム・セント・アンズのインデペンデント・スクール、エドワード7世校で学んだ。同校を卒業後、ギャップ・イヤーを利用して5か月間サンドハースト王立陸軍士官学校に入校し、ロイヤル・フュージリアーズ連隊少尉に任官した。ケンブリッジ大学ピーターハウス・カレッジで歴史を学んだ後、チェスター法学院に進学し、1998年に弁護士資格を取得した。バークレー家のなかで、大学まで進んだのはスティーブンが初めてであった。
ロンドンの大手法律事務所で見習い期間を終えた後、ロンドン取引所やアクサ、金融サービス機構 (FSA) 、バークレイズなどで勤務した。

### 政治家としての経歴
1994年に大学卒業後、保守党に入党。1997年の総選挙でマンチェスター・ブラックリー選挙区から、2001年の総選挙でランカスターおよびワイア選挙区からそれぞれ立候補したが、落選した。後者は500票差という惜敗であった。2005年に保守党の新党首デービッド・キャメロンは、同党の支持基盤拡大を目的に多様な出自を持つ党員を選抜したが、バークレーはその「Aリスト」に名を連ねた。2007年には保守党員が多い社交クラブ「カールトン・クラブ」でのディナーパーティーの世話人となり、党の収入増に貢献した。保守党はこの収益を、重点選挙区における政治活動にあてた。
2008年1月、北東ケンブリッジシャー選挙区選出のマルコム・モスが下院議員を辞任すると、その後任に選出された。その後、2010年5月の総選挙では1万6425票を得票し、初当選を果たした。総選挙後まもなく、政府支出を監査する会計委員会の委員に選ばれた。保守系の政治ブログサイト「コンサバティブホーム」は、バークレーを、過去いかなる造反劇においても政権を支持し続けてきた、数少ない忠実な保守党若手議員のひとりと表現した。2017年6月から2018年1月まで経済担当副大臣を務めた後、2018年7月に保健・社会福祉相に就任した。
2018年11月、欧州連合離脱相のドミニク・ラーブが辞任すると、その後任に任命された。離脱相として、バークレーは離脱交渉よりも、国内の準備に傾注するだろうとの観測がなされた。第一次ボリス・ジョンソン政権においても、バークレーは離脱相として留任した。2020年1月31日にイギリスはEU離脱を果たし、欧州連合離脱省が廃止されたことに伴い、バークレーも大臣職を退任した。2021年9月15日の内閣改造でランカスター公領大臣に就任。2022年2月5日、ボリス・ジョンソン首相の首席補佐官に起用された。同年7月5日には辞任したサジド・ジャヴィドの後継の保健・社会介護大臣に就任。

## 人物
妻カレンとのあいだに息子1人と娘2人がいる。